# Branding auditivo
El branding auditivo (también conocido como: audio branding, sound branding, sonic branding, acoustic branding, music branding, sonido corporativo, identidad corporativa sonora o identidad sonora de marca) se define como el uso estratégico y consistente del sonido para aumentar la equidad o valor de las marcas.
Las marcas auditivas son uno de los elementos utilizados en el proceso de creación de una marca corporativa, o branding; a nivel comercial se han producido y empleado estratégicamente elementos de sonido desde inicios del siglo XX. Estos procesos de gestión de marca se construyen y utilizan para identificarlas, reconocerlas, diferenciarlas, recordarlas o vincular a ciertas características. Los sonidos complementan en mercadotecnia la identidad corporativa de la compañía.
Los elementos más habituales son el audio logo, el sonido de espera telefónica, la voz de marca, la canción de marca y el paisaje sonoro.

## Elementos del sonido de marca

### Audio Logo
También denominado como logo de sonido, logo acústico o sound logo, es el símbolo sonoro de la marca y debe ser corto, conciso, fácil de recordar, y puede ser instrumental, cantado o hablado.

### Sonido de espera telefónica
Es una canción específicamente compuesta para usarla en las llamadas en espera de los clientes, debe conservar la identidad sonora de la marca, la voz de marca y el audio logo.

### Voz de marca
También denominada como voz corporativa, es una voz de una persona determinada que se usa de forma consistente durante un periodo de tiempo largo para la comunicación oral de la marca. Debe tener características que estén alineadas con la identidad de la marca.

### Canción de marca
También denominada como canción corporativa, debe componerse o adaptarse de acuerdo a los atributos de la estrategia de marca.

### Paisaje sonoro de marca
El paisaje sonoro, también conocido como brand soundscape, es una pieza de sonido compuesta para usarla en futuros entornos y eventos como fondo sonoro para presentaciones, showrooms, puntos de venta, vídeos, aplicaciones móviles, internet, etc.